# Karl von Endres
Karl Endres, seit 1897 Ritter von Endres (* 2. Oktober 1847 in München; † 24. Dezember 1907 ebenda) war ein bayerischer Generalleutnant.

## Leben

### Herkunft
Karl war der Sohn des Oberappellationsgerichtsrates Philipp Endres und dessen ersten Ehefrau Amalie, geborene Huberti. Sein Bruder Nikolaus schlug ebenfalls eine Karriere in der Bayerischen Armee ein und brachte es bis zum General der Infanterie.

### Militärkarriere
Endres besuchte ein Humanistisches Gymnasium und studierte anschließend Rechtswissenschaften.
Im Juni 1870 trat er als Freiwilliger in das 3. Feldartillerie-Regiment „Königin Mutter“ der Bayerischen Armee ein. Endres beteiligte sich mit diesem Regiment 1870/71 während des Krieges gegen Frankreich am Gefecht bei Beaumont, der Schlacht von Sedan sowie der Belagerung von Paris. Noch während des Krieges wurde er am 9. Januar 1871 zum Unterleutnant befördert und für seine Leistungen mit dem Ritterkreuz I. Klasse des Militärverdienstordens mit Schwertern sowie dem Eisernen Kreuz II. Klasse ausgezeichnet. Nach dem Frieden von Frankfurt kehrte er in die Garnison nach München zurück und absolvierte von 1874 bis 1876 Lehrkurse an der Artillerie- und Ingenieur-Schule. Daran schloss sich bis 1879 der Besuch der Kriegsakademie an, die ihm die Qualifikation in 1. Linie für den Generalstab, dann für die Höhere Adjutantur aussprach. Ferner war er aufgrund seiner Leistungen zur besonderen Berücksichtigung vorgesehen.
Am 3. November 1880 zum Premierleutnant befördert, wurde Endres 1882 für zwei Jahre zur Inspektion der Artillerie und des Train versetzt und versah anschließend Dienst im 2. Feldartillerie-Regiment „Horn“. Anfang 1886 zur Zentralstelle des Generalstabs versetzt, folgte am 10. März 1886 seine Beförderung zum Hauptmann. Damit ging die Ernennung zum Adjutanten des Chefs des Generalstabs einher. Von 1888 bis 1891 war Endres zum Großen Generalstab nach Berlin kommandiert. Dann kehrte er als Major in den Truppendienst zurück und fungierte bis 1895 als Kommandeur der II. Abteilung im 3. Feldartillerie-Regiment „Königin Mutter“. Anschließend zum Generalstab des I. Armee-Korps versetzt, wurde Endres am 10. Mai 1896 mit der Beförderung zum Oberstleutnant zum Chef des Generalstabs ernannt.
Für seine langjährigen Verdienste wurde Endres am 9. September 1897 durch Prinzregent Luitpold mit dem Ritterkreuz des Verdienstordens der Bayerischen Krone beliehen. Mit der Verleihung war die Erhebung in den persönlichen Adelsstand verbunden und er durfte sich nach der Eintragung in die Adelsmatrikel Ritter von Endres nennen.
Am 12. Mai 1898 erhielt er das Kommando über das 1. Feldartillerie-Regiment „Prinzregent Luitpold“ und wurde kurz darauf am 11. Juni zum Oberst befördert. Nachdem Endres den Verband am 21. Februar 1900 abgegeben hatte, war er bis zum 12. September 1901 Kommandeur der 2. Feldartillerie-Brigade. Dann wurde er mit der Uniform des Regiments à la suite der Armee gestellt und am 26. Oktober 1901 mit dem Rang eines Brigadekommandeurs zum Militärbevollmächtigten in Berlin ernannt. Gleichzeitig fungierte er auch als Bevollmächtigter zum Bundesrat des Deutschen Reiches. In diesen Stellungen folgte am 6. November 1901 seine Beförderung zum Generalmajor sowie am 19. März 1904 zum Generalleutnant. Endres kehrte am 22. März 1905 nach Bayern zurück und war bis 14. September 1905 Kommandeur der 2. Division in Augsburg. Anschließend zum Chef des Generalstabes der Armee ernannt, fungierte er bis zu seinem Tod auch als Inspekteur der Militär-Bildungsanstalten.

### Familie
Endres hatte sich am 16. Dezember 1873 mit Sophie Scheel, genannt Gebel verheiratet. Aus der Ehe gingen sechs Söhne hervor, darunter der spätere Major und Schriftsteller Franz Carl Endres.